# 람베르트 W 함수

W > -4이고 x < 6일 때 W(x)의 그래프. W ≥ −1 인 부분은 W_{0}, W ≤ −1 인 부분은 W_{−1}이라 한다.

수학에서 람베르트 W 함수(영어: Lambert W function)는 복소함수 {\displaystyle f(w)=we^{w}}의 역관계의 일부인 함수들의 집합이며, 다음과 같은 공식을 가진다.
{\displaystyle z=W(z)e^{W(z)}}
{\displaystyle f}가 전사 함수가 아니기 때문에, 관계 W는 z=0일 때를 제외하고 여러 값을 가질 수 있다.
람베르트 W 함수는 초등 함수로 나타낼 수 없다. 람베르트 W 함수는 조합론에서, 또는 지수를 포함한 다양한 방정식을 푸는 데 사용되며, 지연미분방정식의 해에서 나타난다.

## 역사
요한 하인리히 람베르트가 "람베르트 초월방정식"이라고 불리는 방정식을 1758년 처음 연구하였다. 1783년 레온하르트 오일러는 이 방정식의 특수한 경우인 {\displaystyle x=we^{w}}에 대한 논문을 발표하였다. 람베르트 W 함수 자체는 1925년 처음 언급되었다.

## 성질

### 도함수
음함수의 미분을 사용하여, 임의의 W의 가지가 상미분방정식
{\displaystyle z(1+W){\frac {{\rm {d}}W}{{\rm {d}}z}}=W\quad {\text{for }}z\neq -1/e}
를 만족시킴을 안다.(W는 z = −1/e에서 미분가능하지 않다.) 따라서, W에 대한 다음 공식을 얻는다.
{\displaystyle {\frac {{\rm {d}}W}{{\rm {d}}z}}={\frac {W(z)}{z(1+W(z))}}\quad {\text{for }}z\not \in \{0,-1/e\}}
한편, z = 0에서 W의 미분계수는
{\displaystyle \left.{\frac {{\rm {d}}W}{{\rm {d}}z}}\right|_{z=0}=1}
이다.

### 부정적분
함수 W(x)와 W(x)를 포함하는 많은 식들은  치환적분을 이용하여 적분할 수 있다.
{\displaystyle \int W(x)\,{\rm {d}}x=x\left(W(x)-1+{\frac {1}{W(x)}}\right)+C}

### 다른 공식들
{\displaystyle \int _{0}^{\pi }W{\bigl (}2\cot ^{2}(x){\bigr )}\sec ^{2}(x)\;\mathrm {d} x=4{\sqrt {\pi }}}
{\displaystyle \int _{0}^{\infty }W\left({\frac {1}{x^{2}}}\right)\;\mathrm {d} x={\sqrt {2\pi }}}
{\displaystyle \int _{0}^{\infty }{\frac {W(x)}{x{\sqrt {x}}}}\mathrm {d} x=2{\sqrt {2\pi }}}

## 그래프

복소평면에서 람베르트 W 함수의 그래프
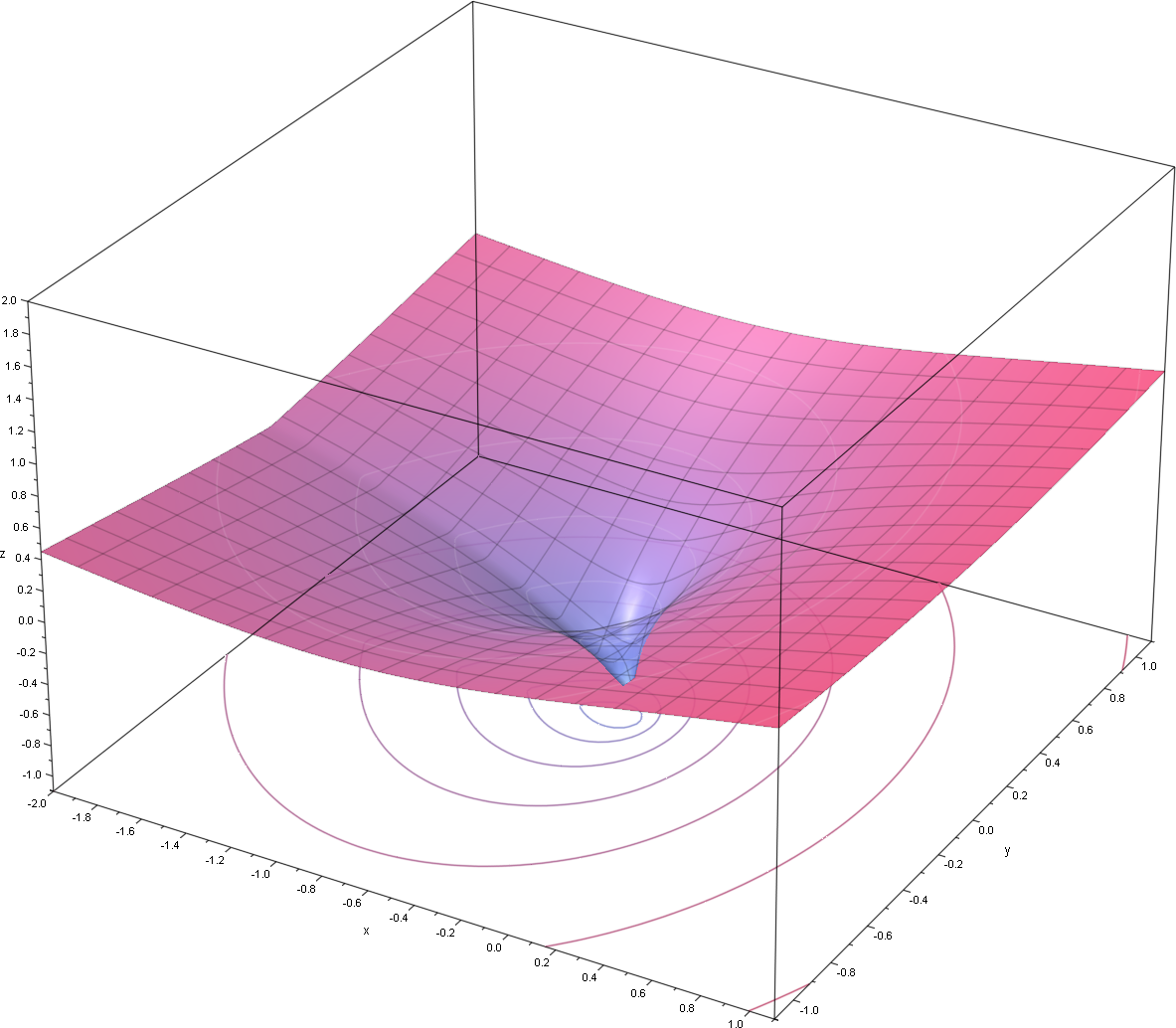
z = Re(W0(x + i y))
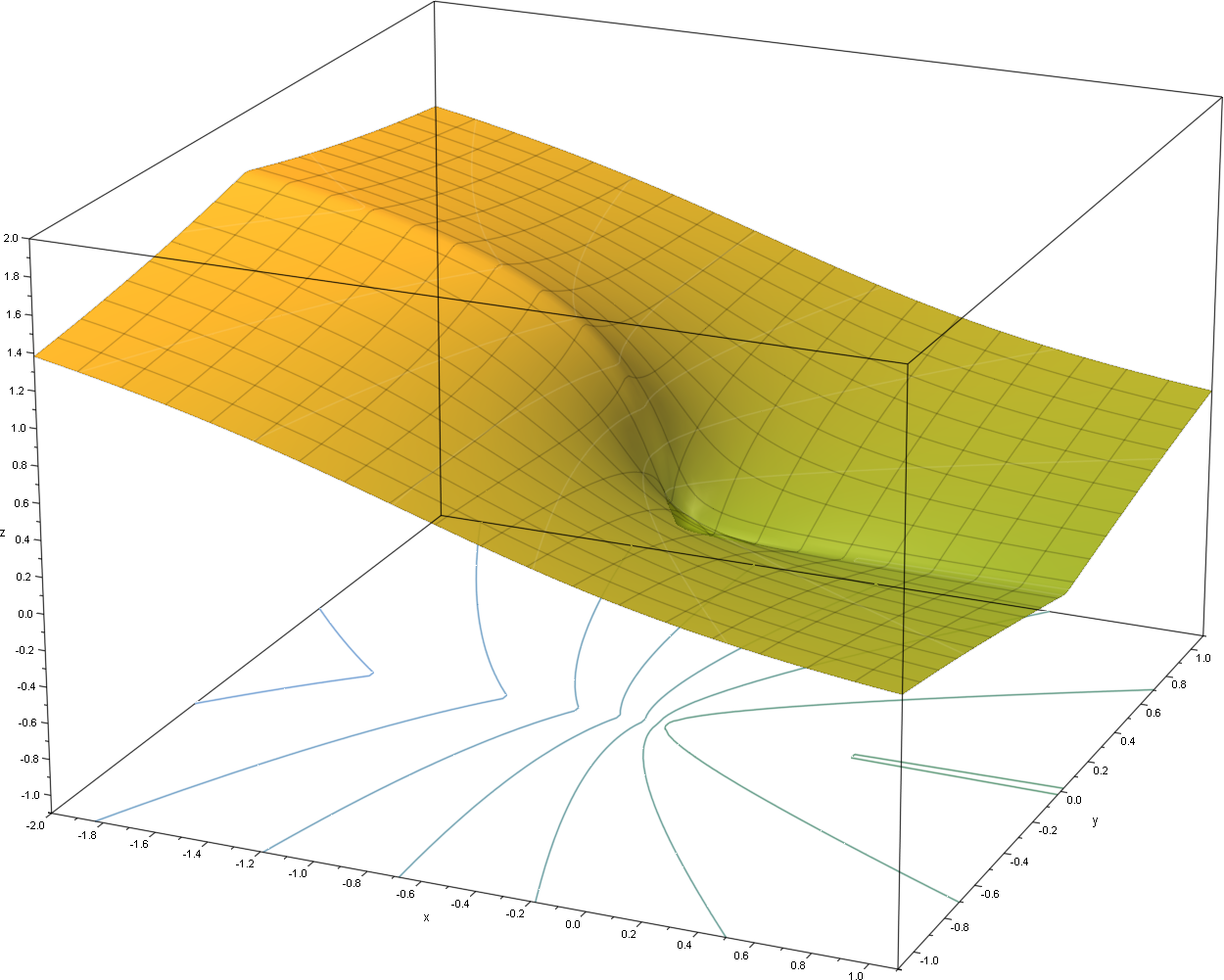
z = Im(W0(x + i y))
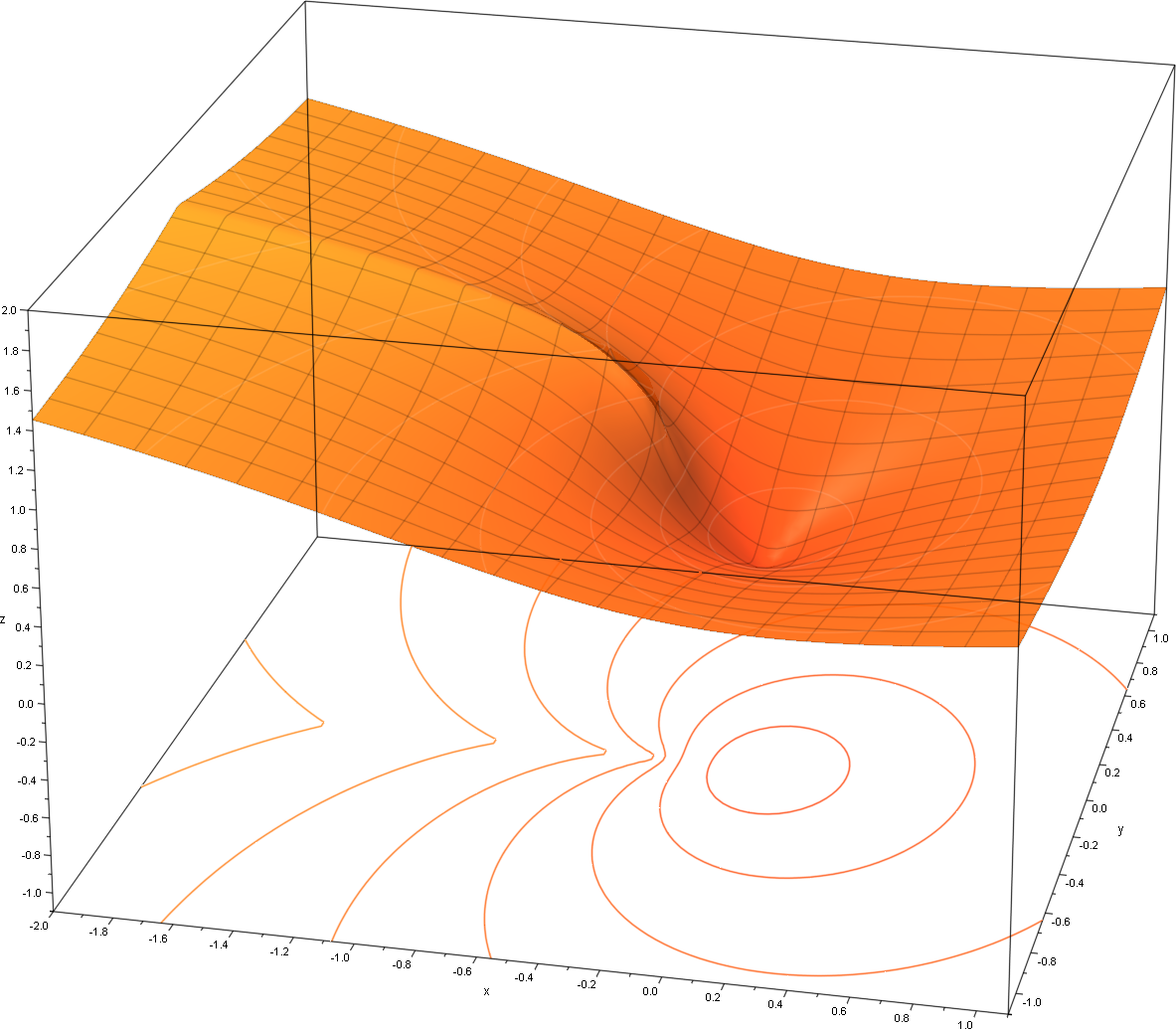
z = abs(W0(x + i y))
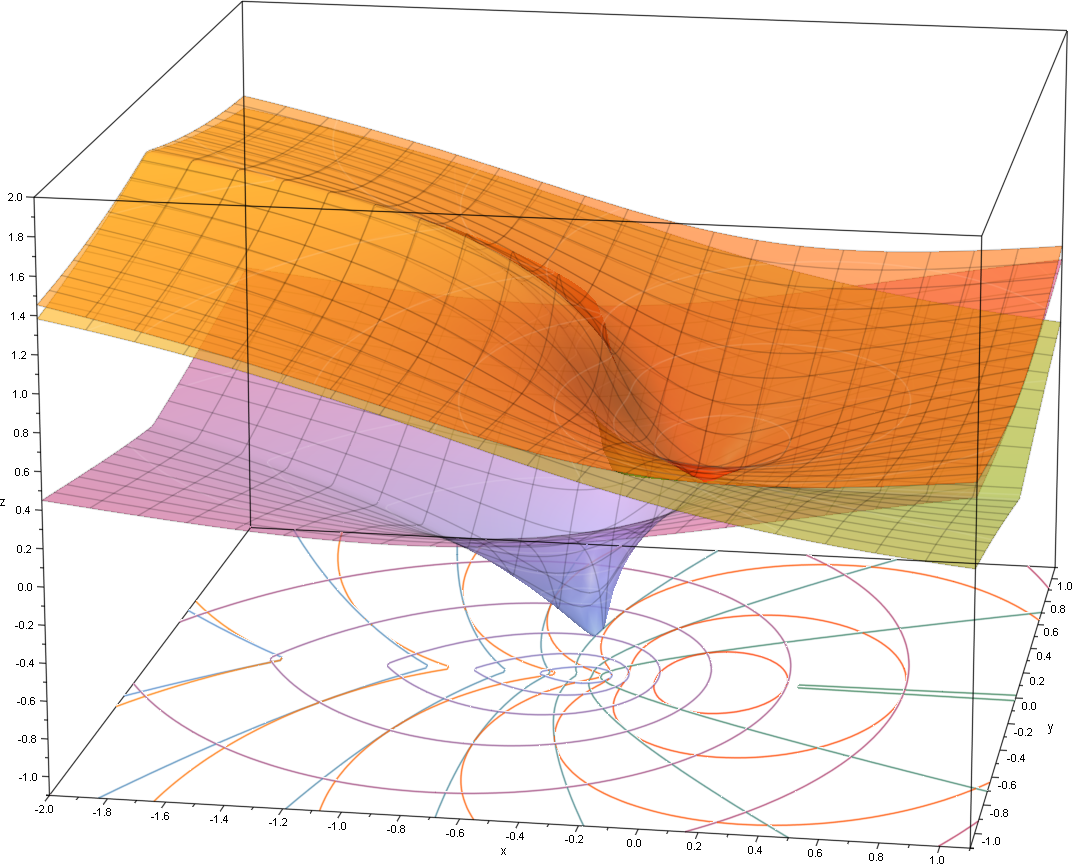